# Drexel-Alvernon
Drexel-Alvernon és una concentració de població designada pel cens dels Estats Units a l'estat d'Arizona. Segons el cens del 2000 tenia 4.192 habitants.

## Demografia
Segons el cens del 2000, Drexel-Alvernon tenia 4.192 habitants, 1.328 habitatges, i 988 famílies La densitat de població era de 1.759,3 habitants/km².
Dels 1.328 habitatges en un 39,7% hi vivien nens de menys de 18 anys, en un 51,4% hi vivien parelles casades, en un 16,6% dones solteres, i en un 25,6% no eren unitats familiars. En el 19,2% dels habitatges hi vivien persones soles el 4,7% de les quals corresponia a persones de 65 anys o més que vivien soles. El nombre mitjà de persones vivint en cada habitatge era de 3,16 i el nombre mitjà de persones que vivien en cada família era de 3,65.
Per edats la població es repartia de la següent manera: un 32,2% tenia menys de 18 anys, un 11,1% entre 18 i 24, un 29,5% entre 25 i 44, un 20,7% de 45 a 60 i un 6,5% 65 anys o més.
L'edat mediana era de 30 anys. Per cada 100 dones de 18 o més anys hi havia 96,7 homes.
La renda mediana per habitatge era de 30.972 $ i la renda mediana per família de 36.019 $. Els homes tenien una renda mediana de 23.699 $ mentre que les dones 20.060 $. La renda per capita de la població era d'11.068 $. Aproximadament el 16,5% de les famílies i el 18,5% de la població estaven per davall del llindar de pobresa.

## Poblacions més properes
El següent diagrama mostra les poblacions més properes.